# جيوجبرا
جيوجبرا (بالإنجليزية: GeoGebra)‏ هو برنامج يختص بالهندسة التفاعلية والجبر والإحصاء وتطبيقات التفاضل والتكامل ويعتبر البرنامج متعدد المنصات حيث يعمل على أنظمة تشغيل ويندوز وماك ولينوكس وعلى الأجهزة اللوحية كما يوجد نسخة تطبيق ويب تعمل بتقنية إتش تي إم إل 5.

## مجالات البرنامج
جيوجبرا هو برنامج رياضيات تفاعلي لتعليم وتعلم علوم الرياضيات من المرحلة الابتدائية وحتى المستوى الجامعي . يمكن بناء الأشكال في جيوجبرا عن طريق الرسم بالنقاط والأشعة والمتجهات والقطع المستقيمة والمضلعات أو الدوال والعلاقات الرياضية ويمكن إدخال العناصر عن طريق الفأرة أو شاشة اللمس أو شريط الإدخال باستخدام الأوامر كما يمكن تعديل العناصر رسومياً بتحريكها ويستخدم لتوضيح أو إثبات النظريات الرياضية والهندسية .
ومميزاته الرئيسية هي :
- بيئة الهندسة الرياضية التفاعلية (ثنائية وثلاثية الأبعاد) .
- جداول حسابية مضمنة .
- نظام الجبر الحاسوبي (بالإنجليزية: CAS)‏ مضمن .
- أدوات للإحصاء والتفاضل والتكامل مضمنة .
- يسمح بالبرمجة النصية .
- كم كبير من مصادر التعليم والتعلم تسمى مصادر جيوجبرا (بالإنجليزية: GeoGebra Materials)‏

## التراخيص
الكود المصدري لجيوجبرا منشور تحت رخصة جنو العمومية وجميع المكونات غير البرمجية منشورة تحت رخصة المشاع الإبداعي النسبة-غيرالتجاري-الترخيص بالمثل (CC-BY-NC-SA) . ولذا فإن استخدام البرنامج في أي عمل تجاري يلزمه تراخيص وموافقات خاصة .

## وصلات خارجية
- جيوجبرا على موقع Open Hub (الإنجليزية)
- جيوجبرا على موقع Free Software Directory (الإنجليزية)
- جيوجبرا على موقع Framasoft (الفرنسية)
- الموقع الرسمي